# Petra Gastmeier
Petra Gastmeier (* 28. Juni 1957 in Potsdam) ist eine deutsche Medizinerin und Fachärztin für Hygiene und Umweltmedizin. Sie ist Professorin für Hygiene an der Charité in Berlin und ehemalige Direktorin des dort angesiedelten Instituts für Hygiene und Umweltmedizin.

## Werdegang
Petra Gastmeier absolvierte ihr Abitur auf dem Weinberggymnasium in Kleinmachnow und nahm im Jahr 1976 das Studium der Medizin in Halle auf. Im Jahr 1983 erhielt sie die Approbation als Ärztin. Anschließend absolvierte sie die Facharztausbildung für Hygiene und Umweltmediziner. Im Jahr 1990 wurde Gastmeier Krankenhaushygienikerin am Potsdamer Klinikum Ernst von Bergmann. Ab 1993 arbeitete sie als wissenschaftliche Mitarbeiterin in der FU Berlin und im Anschluss an ihre Habilitation als Professorin für Krankenhaushygiene an der Medizinischen Hochschule in Hannover. Von 2008 bis 2023 leitete Gastmeier als Direktorin das Institut für Hygiene und Umweltmedizin der Charité. Zudem leitete sie das Nationale Referenzzentrum für die Surveillance von nosokomialen Infektionen. 

## Wissenschaftliche Arbeit
Gastmeier im Jahr 1985 abgeschlossene Promotion mit dem Titel Beitrag zur Elimination von Salmonellen aus dem Abwasser kommunaler Abwasserbehandlungsanlagen wurde im Jahr 1986 mit dem Robert-Koch-Preis der Berliner Humboldt-Universität ausgezeichnet. Im Jahr 1990 erhielt Gastmeier einen Lehrauftrag am Institut für Hygiene der Freien Universität Berlin, wo sie ab 1993 als wissenschaftliche Mitarbeiterin tätig war. Gastmeier wirkte in dieser Funktion von Beginn an am Aufbau des Krankenhaus-Infektions-Surveillance-Systems (KISS) zur kontinuierlichen Überwachung nosokomialer Infektionen mit. In ihrer 1999 erfolgten Habilitation mit dem Thema Nosokomiale Infektionen in der Intensivtherapie: Möglichkeiten und Grenzen eines Surveillance-Systems verarbeitete Gastmeier Erfahrungen mit dem KISS. Im Jahr 2000 arbeitete sie im Rahmen einer Schwerpunktprofessur im Institut für Medizinische Mikrobiologie und Krankenhaushygiene unter Dieter Bitter-Suermann. Im Jahr 2000 erhielt sie einen Ruf auf eine C3-Schwerpunktprofessur für Krankenhaushygiene an der Medizinischen Hochschule Hannover im Institut für Medizinische Mikrobiologie und Krankenhaushygiene unter Leitung von Dieter Bitter-Suermann. Im Jahre 2003 erhielt sie den Hauptpreis der Deutschen Gesellschaft für Hygiene und Mikrobiologie (DGHM) und im Jahr 2007 den Schülke-Preis. In dieser Zeit war sie Leiterin der Fachgruppe Allgemeine und Krankenhaushygiene der DGHM und von 2006 bis 2010 Vizepräsidentin dieser Gesellschaft. Im Jahr 2007 wechselte Gastmeier zurück an die Charité, als sie den Ruf auf die dortige W3-Professur für Hygiene erhielt. Zwischen 2008 und 2023 war sie Direktorin des Instituts für Hygiene und Umweltmedizin der Charité und leitete das Nationale Referenzzentrum für die Surveillance von nosokomialen Infektionen. In dieser Funktion hat sie auch den Aufbau der Aktion Saubere Hände (ASH) vorangetrieben, die seither ebenfalls am Institut für Hygiene und Umweltmedizin der Charité angesiedelt ist. Aufgrund ihres Engagements für die Surveillance nosokomialer Infektionen und anderer krankenhaushygienischer Kennzahlen im Rahmen des KISS hat sich für Gastmeier in Hygienikerkreisen die Bezeichnung Miss KISS eingebürgert.
Im Verlauf ihrer wissenschaftlichen Tätigkeit hat Gastmeier ca. 350 wissenschaftliche Publikationen veröffentlicht.

## Gesellschaften, Vereine und Aktionen
Gastmeier engagiert sich in mehreren Organisationen und Gesellschaften.   
- seit 2005 Mitarbeit in mehreren Kommissionen des Robert Koch-Instituts
- Mitglied der Kommission für Krankenhaushygiene und Infektionsprävention (KRINKO)[2]
- seit 2008 organisiert Petra Gastmeier die „Aktion saubere Hände“
- 2006 bis 2010 Vizepräsidentin der DGHM

- Kongresspräsidentin des European Congress of Clinical Microbiology and Infectious Diseases
- Aufsichtsratsmitglied des Helmholtz-Zentrums für Infektionsforschung
- Mitglied von Advisory boards der World Health Organization
- Mitglied von Arbeitsgruppen des European Centre for Disease Prevention and Control

## Preise und Auszeichnungen
Gastmeier hat zahlreiche Auszeichnungen erhalten, mit denen unter anderem ihre Beiträge zur Überwachung nosokomialer Infektionen, zur wissenschaftsbasierten Infektionsprävention und zur Krankenhaushygiene in Deutschland geehrt wurden.  
- 1986 Robert-Koch-Preis der Humboldt-Universität
- 2003 Hauptpreis der Deutschen Gesellschaft für Hygiene und Mikrobiologie
- 2007 Hygiene-Preis der Rudolf-Schülke-Stiftung
- 2015 Preis für Krankenhaushygiene und Infektionsprävention der Berliner Robert-Koch-Stiftung[3]
- 2022 Ferdinand Cohn-Medaille der Deutschen Gesellschaft für Hygiene und Mikrobiologie[4]